# Seegebiet Mansfelder Land
Seegebiet Mansfelder Land è un comune di 8 812 abitanti della Sassonia-Anhalt, in Germania.

Appartiene al circondario (Landkreis) di Mansfeld-Harz Meridionale (targa MSH).

## Storia
Il comune venne formato il 1º gennaio 2010 dalla fusione dei comuni di Amsdorf, Aseleben, Erdeborn, Hornburg, Lüttchendorf, Neehausen, Röblingen am See, Seeburg, Stedten e Wansleben am See. 
Il nome del nuovo comune significa "Regione dei laghi del Mansfelder Land".
Il 1º settembre 2010 fu aggregato a Seegebiet Mansfelder Land il comune di Dederstedt.

## Geografia antropica
Il comune è costituito da 11 frazioni (Ortschaft).
| Ortschaft                                | Abitanti |  |
| ---------------------------------------- | -------- |  |
| Amsdorf                                  | 444      |  |
| Aseleben                                 | 496      |  |
| Erdeborn                                 | 942      |  |
| Dederstedt                               | 394      |  |
| Hornburg (con Äbtischrode und Holzzelle) | 301      |  |
| Lüttchendorf (con Wormsleben)            | 593      |  |
| Neehausen (con Elbitz e Volkmaritz)      | 235      |  |
| Röblingen am See                         | 2752     |  |
| Seeburg (con Rollsdorf)                  | 535      |  |
| Stedten                                  | 987      |  |
| Wansleben am See                         | 1576     |  |